# WTA Austrian Open 1982
Il WTA Austrian Open 1982 è stato un torneo di tennis giocato sulla terra rossa. È stata la 15ª edizione del torneo, che fa parte WTA Tour 1982. Si è giocato a Bregenz in Austria, dal 19 al 25 luglio 1982.

## Campionesse

### Singolare
Virginia Ruzici ha battuto in finale  Lea Plchová con il punteggio di 6–2, 6–2

### Doppio
Yvona Brzáková /  Kateřina Skronská hanno battuto in finale  Jill Patterson /  Courtney Lord con il punteggio di 6–1, 7–5